# Бискупија
Pierwotnie „dioecesis” (z grec.
Бискупија (лат. episcopia или лат. dioecesis) је назив за административну јединицу у неправославним хришћанским заједницама са традиционалним бискупским уређењем, као што су Римокатоличка црква, Англиканска црква и неке друге цркве које такође припадају западном хришћанству.
У Православној цркви  и неким другим црквама које припадају источном хришћанству, постоји епархија.
Бискупијом управља бискуп.

## Организација
На челу бискупије се налази бискуп, односно бискуп суфраган. Он може имати и помоћне, викарне бискупе. Бискупија се даље дијели на жупе, на чијем челу стоје жупници. Жупник може вршити службу сам, али му се могу додијелити и помоћни жупници.
Понекад се жупе удружују у деканате, на чијем челу стоје декани. Они се непосредно потчињавају дијецезанском бискупу и врше надзор над радом свих подређених им жупника.

## Надбискупија
У Римокатоличкој цркви и Англиканској цркви, важнија бискупија којом управља надбискуп назива се надбискупија. Она може уједно бити и метрополија, али и не мора.
Све бискупије улазе у састав метрополије, тако да се њихови бискупи називају бискупима суфраганима.

## Друге цркве
Бискупија или дијецеза је такође црквено-административна јединица и у неким другим хришћанским црквама. Поједине протестантске цркве су задржале бискупско уређење и након реформације.